# Хочень
Хочень (бел. Хачэнь) — деревня в Ричёвском сельсовете Житковичского района Гомельской области Белоруссии.

## География

### Расположение
В 33 км на юго-запад от районного центра и железнодорожной станции Житковичи (на линии Лунинец — Калинковичи), 266 км от Гомеля.

## Гидрография
На реке Сцвига (приток реки Припять).

## Транспортная сеть
Транспортные связи по просёлочной, затем автомобильной дороге Туров — Лельчицы. Планировка состоит из чуть изогнутой широтной улицы, которая на востоке присоединяется к прямолинейной улице, близкой к меридиональной ориентации. На западе к основной присоединяется под острым углом короткая криволинейная улица. Застройка неплотная, деревянная, усадебного типа.

## История
Согласно письменным источникам известна с XVIII века как деревня в Туровской волости Мозырского повета Минского воеводства Великого княжества Литовского. После 2-го раздела Речи Посполитой (1793 год) в составе Российской империи. В 1811 году владение казны. Согласно ревизским материалам 1834 года в составе Туровского казённого поместья. В 1896 году работала водяная мельница. В 1879 году упоминается в числе селений Сторожовского церковного прихода. В 1914 году в наёмном доме открыта школа.
Во время Великой Отечественной войны 22 и 23 декабря 1942 года партизаны возле деревни вели с оккупантами тяжёлый бой. Действовала подпольная организация (секретарь Рай). В марте 1944 года каратели сожгли 56 дворов, убили 7 жителей. 16 жителей погибли на фронтах. Согласно переписи 1959 года в составе колхоза имени XXII съезда КПСС (центр — деревня Ричёв). Работали клуб, библиотека, фельдшерско-акушерский пункт, консервный завод, 2 средние и музыкальная школы, краеведческий музей, 3 дошкольные учреждения.

## Население

### Численность
- 2004 год — 89 хозяйств, 179 жителей.

### Динамика
- 1811 год — 18 дворов.
- 1816 год — 94 жителя.
- 1897 год — 48 дворов, 302 жителя (согласно переписи).
- 1908 год — 51 двор.
- 1917 год — 399 жителей.
- 1925 год — 80 дворов.
- 1940 год — 380 жителей.
- 1959 год — 420 жителей (согласно переписи).
- 2004 год — 89 хозяйств, 179 жителей.